# ماساشی کودو (انیماتور)
ماساشی کودو (ژاپنی: 工藤昌史؛ زادهٔ) پویانما، کارگردان فیلم، طراح شخصیت اهل ژاپن است.